# Estrela hipergigante

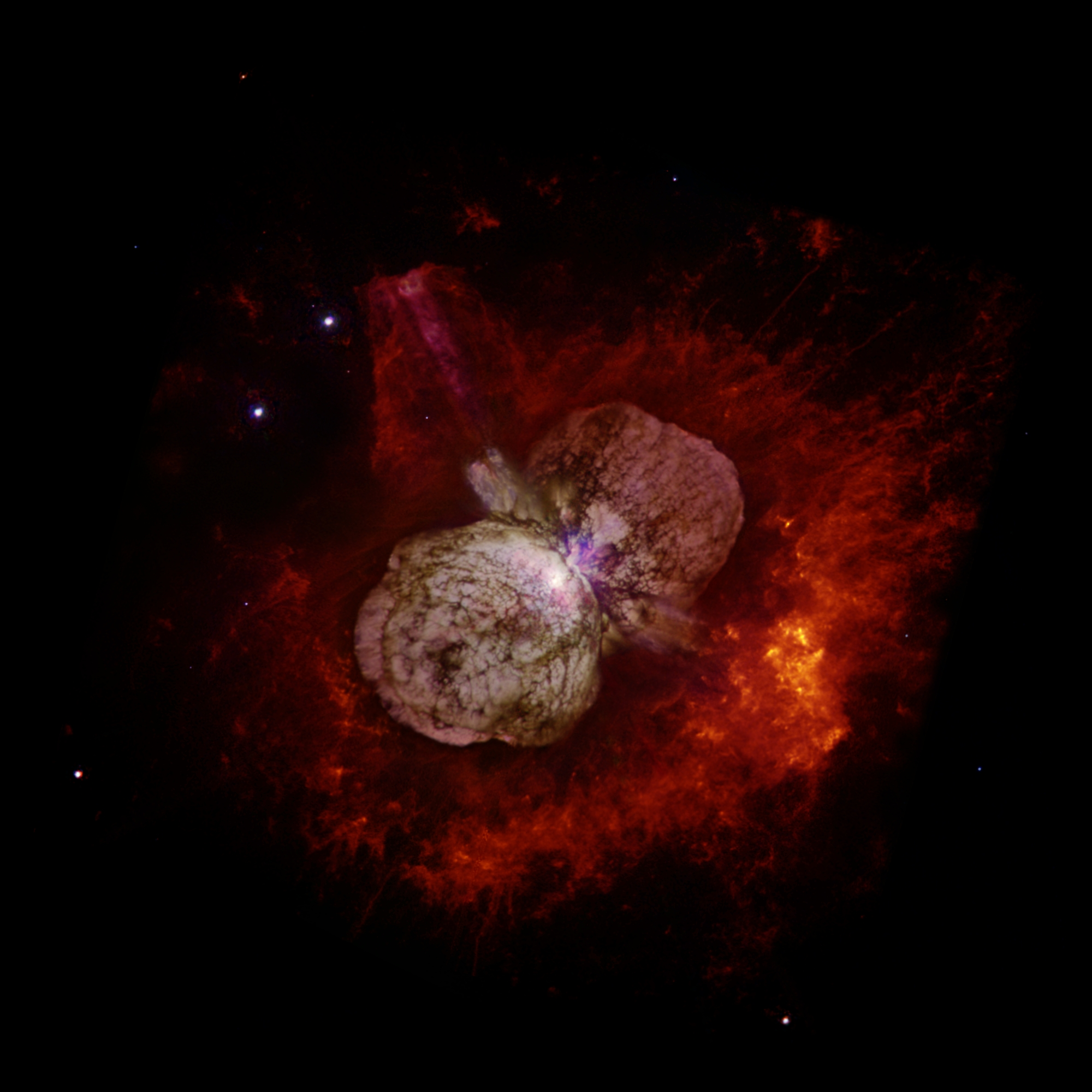
Eta Carinae, uma hipergigante localizada a 7.500 anos-luz da Terra.

Estrelas hipergigantes (luminosidade classe 0) são estrelas que possuem pelo menos 50 massas solares e luminosidade acima de 1 milhão de vezes àquela emitida pela estrela do Sistema Solar.
Elas também podem ser categorizadas pela força gravitacional e pela influencia orbital que esse tipo de estrela tem.